# Polymixis aritzensis
Polymixis aritzensis är en fjärilsart som beskrevs av Turati. Polymixis aritzensis ingår i släktet Polymixis och familjen nattflyn. Inga underarter finns listade i Catalogue of Life.